# Jeanette Winterson

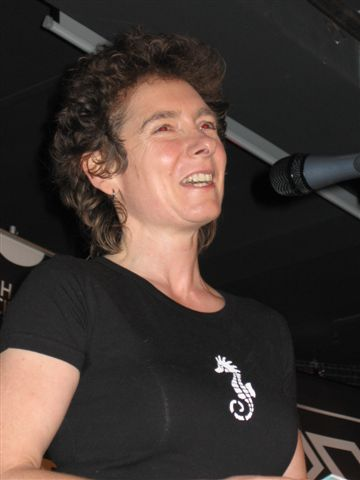
Jeanette Winterson, 2005 in Warschau

Jeanette Winterson CBE (* 27. August 1959 in Manchester) ist eine britische Schriftstellerin.

## Leben
Winterson wurde in Manchester geboren und von einem pfingstlerischen Ehepaar adoptiert, das sich wünschte, Jeanette solle Missionarin werden. Sie wuchs in Accrington (Lancashire) auf. Mit 16 Jahren zog sie zuhause aus mit der Begründung, dass sie eine lesbische Affäre habe. Sie studierte Englisch am St Catherine’s College in Oxford. Nach ihrem Umzug nach London schrieb sie ihren ersten Roman mit dem Titel Oranges Are Not the Only Fruit, den sie im Alter von 26 Jahren veröffentlichte. Damit gewann Winterson 1985 den angesehenen Whitbread Prize für ein Erstlingswerk. 1990 bearbeitete sie es für die gleichnamige Fernsehserie der BBC, wo es den British Academy of Film and Television Arts (BAFTA)-Award als bestes Drama gewann. 1987 erhielt sie den John Llewellyn Rhys Prize. Wintersons weitere Romane gewannen in den Folgejahren verschiedene Literaturpreise.
In ihrem Roman Das Powerbook (2001) steht der Cyberspace im Zentrum einer Dreiecksgeschichte, wobei die Autorin die aktuelle Handlung im virtuellen Raum mit Ovids Metamorphosen und Virginia Woolfs Orlando verbindet. Im Roman Warum glücklich statt einfach nur normal? geht sie ihrer Kindheit nach und springt dann in eine Phase 25 Jahre später.
Wintersons Roman The Daylight Gate aus dem Jahr 2012 basiert auf den Hexenprozessen von Pendle von 1612 und erschien an deren 400. Jahrestag. Die Hauptfigur, Alice Nutter, basiert auf der echten Frau gleichen Namens.
Neben ihrer schriftstellerischen Tätigkeit betreibt Winterson ein Geschäft für Bio-Lebensmittel in East London.
Zwölf Jahre lang hatte sie eine Beziehung mit der Wissenschaftlerin Peggy Reynolds. Eine weitere Lebensgefährtin war ihre Literaturagentin Pat Kavanagh.

## Auszeichnungen
- 1987: John Llewellyn Rhys Prize
- 1994: Lambda  Literary Award in der Kategorie Lesbian fiction für Written on the Body
- 2013: Lambda  Literary Award in der Kategorie Lesbian Memoir/Biography für Why Be Happy When You Could Be Normal?

Winterson wurde 2006 zum Officer und 2018 zum Commander im Order of the British Empire ernannt.

## Werke
- Oranges Are Not the Only Fruit. Roman. 1985
  - Orangen sind nicht die einzige Frucht, Übers. Brigitte Walitzek. S. Fischer, Frankfurt 1993, ISBN 3-10-092211-5
- Boating for Beginners. Roman. 1985
- Fit For The Future - The Guide for Women Who Want to Live Well. 1986
- The Passion (Roman), Bloomsbury, London 1987
  - Verlangen. Roman; Übers. Bettina Runge. Klett-Cotta, Stuttgart 1988, ISBN 3-608-95610-7, wieder dtv, München 1993, ISBN 3-596-11716-X
- Sexing the Cherry. Roman. 1989
  - Das Geschlecht der Kirsche. Übers. Brigitte Walitzek. S. Fischer, Frankfurt 1993, ISBN 3-596-11634-1
- Written on the Body. Roman. 1992
  - Auf den Körper geschrieben. Übers. Stephanie Schaffer-de Vries. Fischer, Frankfurt 1993, ISBN 3-10-092210-7
- Art & Lies: A Piece for Three Voices and a Bawd. Roman. 1994
  - Kunst und Lügen. Ein Stück für drei Stimmen und eine Bordellwirtin. Übers. Brigitte Walitzek. Berlin Verlag, 1995, ISBN 3-8270-0040-8
- Art Objects. Essays. 1995
- Gut Symmetries. Roman. 1997
  - Das Schwesteruniversum. Übers. Brigitte Walitzek. Berlin Verlag, 1997, ISBN 3-8270-0041-6
- The World and Other Places. Erzählungen. 1998
  - In dieser Welt und anderswo. Übers. Monika Schmalz.[2] Berlin Verlag, 2000, ISBN 3-8270-0042-4
- The Powerbook. Roman. 2000
  - Das Power-Book. Übers. Monika Schmalz. Berlin Verlag, 2001, ISBN 3-8270-0043-2
- The King of Capri. Jugendroman, zusammen mit Jane Ray. 2003
  - Der König von Capri. Übers. Monika Schmalz. Berlin Verlag, 2003, ISBN 3-8270-5001-4
- Lighthousekeeping. Roman. 2004
  - Der Leuchtturmwärter. Übers. Monika Schmalz. Berlin Verlag, 2006, ISBN 3-8270-0575-2
- Weight. 2005
  - Die Last der Welt. Der Mythos von Atlas und Herkules. Übers. Monika Schmalz. Berlin Verlag, 2005, ISBN 3-8270-0446-2
- Tanglewreck. Jugendroman. 2006
  - Tanglewreck: Das Haus am Ende der Zeit. Übers. Monika Schmalz. Bloomsbury, Berlin 2006, ISBN 3-8270-5174-6
- The Stone Gods. Roman. 2007
  - Die steinernen Götter. Übers. Monika Schmalz. Berlin Verlag, 2011, ISBN 978-3-8270-0950-0
- The Lion, The Unicorn and Me: The Donkey´s Christmas Story. Erzählung. 2009
  - Der Löwe, das Einhorn und ich. Eine Weihnachtsgeschichte. Übers. Monika Schmalz. Bloomsbury, Berlin 2011, ISBN 978-3-8270-5411-1
- The Battle of the Sun. Jugendroman. 2010
  - Der Alchemist von London. Übers. Monika Schmalz. Bloomsbury, Berlin 2010, ISBN 978-3-8270-5407-4
- Why Be Happy When You Could Be Normal? Autobiografischer Roman. 2012
  - Warum glücklich statt einfach nur normal? Übers. Monika Schmalz. Carl Hanser, München 2013, ISBN 978-3-446-24149-7
- The Daylight Gate (2012)
- Christmas Days. 12 stories and 12 feasts for 12 days. 2016
  - Wunderweiße Tage. Zwölf winterliche Geschichten. Übers. Regina Rawlinson. Wunderraum, München 2017. Stipendium für künftige Übersetzungsprojekte durch die Stadt München für diese Übersetzung, 2017
- Frankissstein. A Love Story. 2019
  - Frankissstein. Eine Liebesgeschichte. Übers. Michaela Grabinger und Brigitte Walitzek. Kein & Aber, Zürich u. Berlin 2019.